# Sheridan (Oregón)
Sheridan es una ciudad situada en el condado de Yamhill, Oregón, Estados Unidos. Tiene una población estimada, a mediados de 2022, de 6244 habitantes.

## Geografía
La localidad está ubicada en las coordenadas 45°05′45″N 123°23′53″O / 45.09583, -123.39806 (45.095933, -123.398088).

## Demografía
Según el censo de 2000, en ese momento los ingresos medios de los hogares eran de $36,673 y los ingresos medios de las familias eran de $39,858. Los hombres tenían ingresos medios por $31,834 frente a los $23,233 que percibían las mujeres. Los ingresos per cápita para la localidad eran de $13,426. Alrededor del 14.4% de la población estaba por debajo de la línea de pobreza.
De acuerdo con la estimación 2017-2021 de la Oficina del Censo, los ingresos medios de los hogares eran de $53,277 y los ingresos medios de las familias eran de $39,858. Los ingresos per cápita en los últimos doce meses, medidos en dólares de 2021, son de $26,649. Alrededor del 13.9% de la población está por debajo de la línea de pobreza.

## Localidades cercanas
El siguiente es un diagrama de las localidades a un radio de 16 km a la redonda de Sheridan. 